# Fronton
För andra betydelser, se Fronton (olika betydelser).

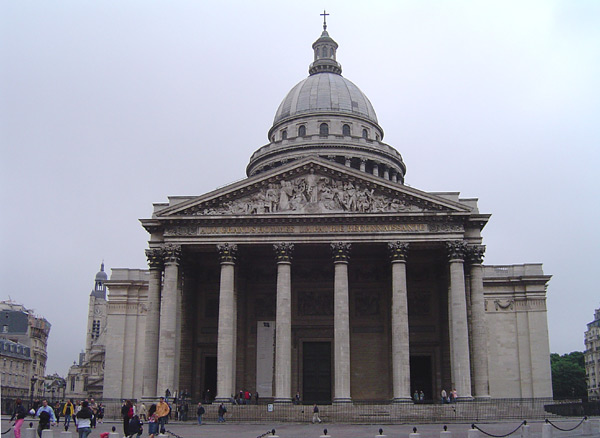
Fronton på Panthéon i Paris.

Fronton eller pediment i klassicerande arkitektur är en låg, ofta triangulär gavel över en portik, en dörr eller ett fönster, ofta dekorativt smyckat. 
Om kornischen (frontonens listverk) är bruten, vanligen vid hjässpunkten men ibland vid basen, kallas den för bruten eller sprängd fronton. I klassisk grekisk och romersk arkitektur utgör ofta frontonen en tempelgavel.

## Olika typer

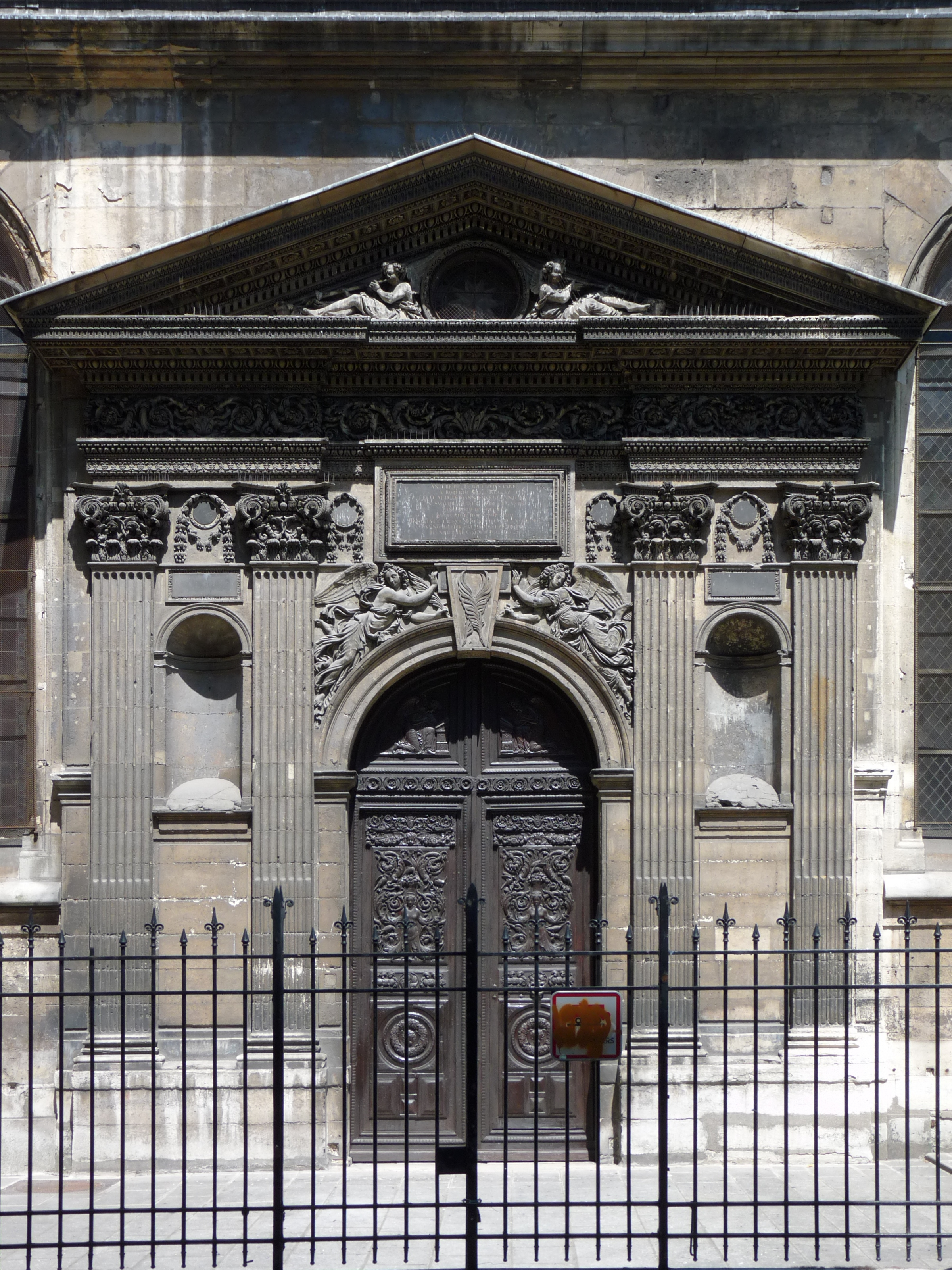
Saint-Nicolas-des-Champs i Paris.
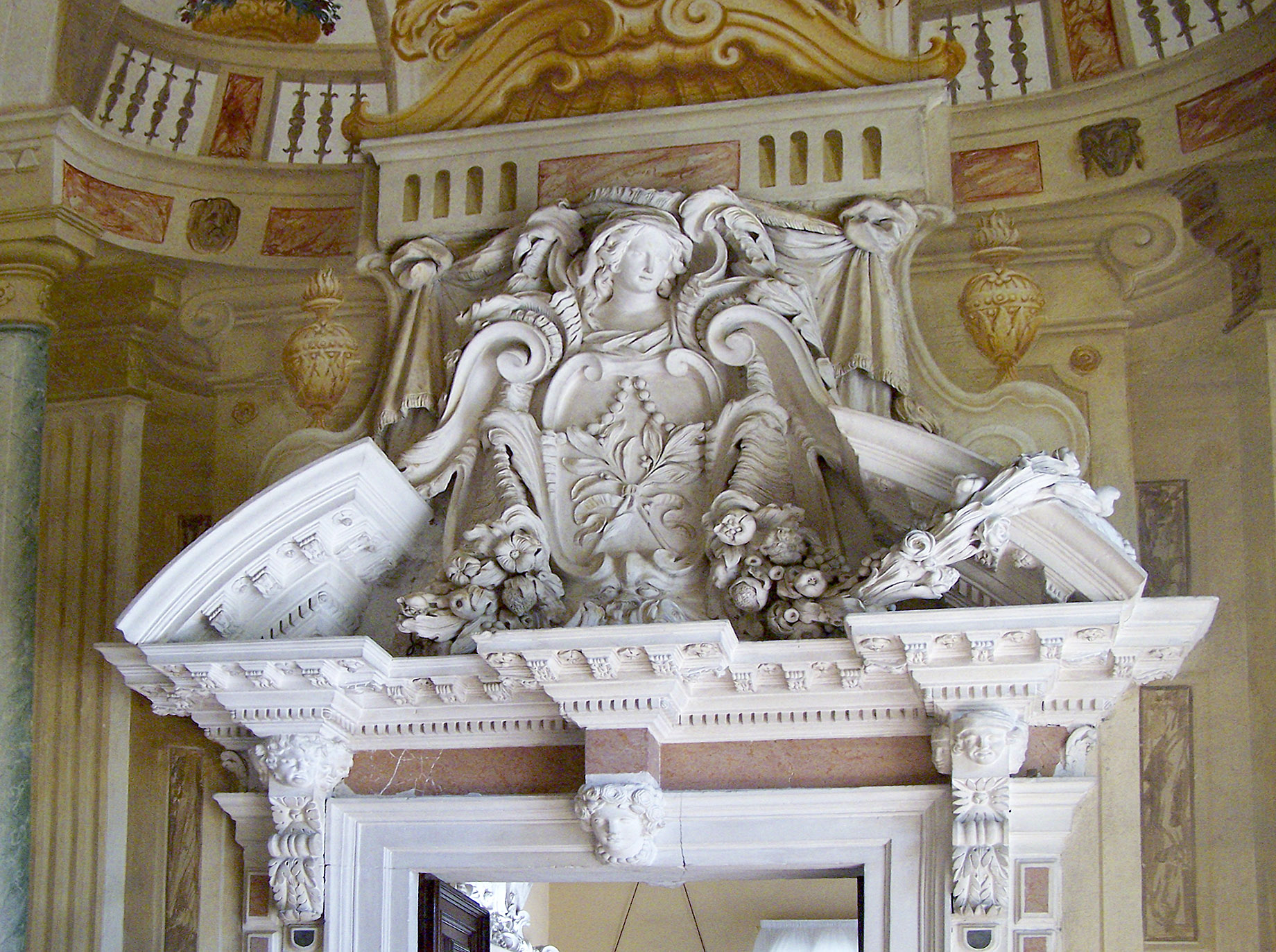
Villa Rotonda.
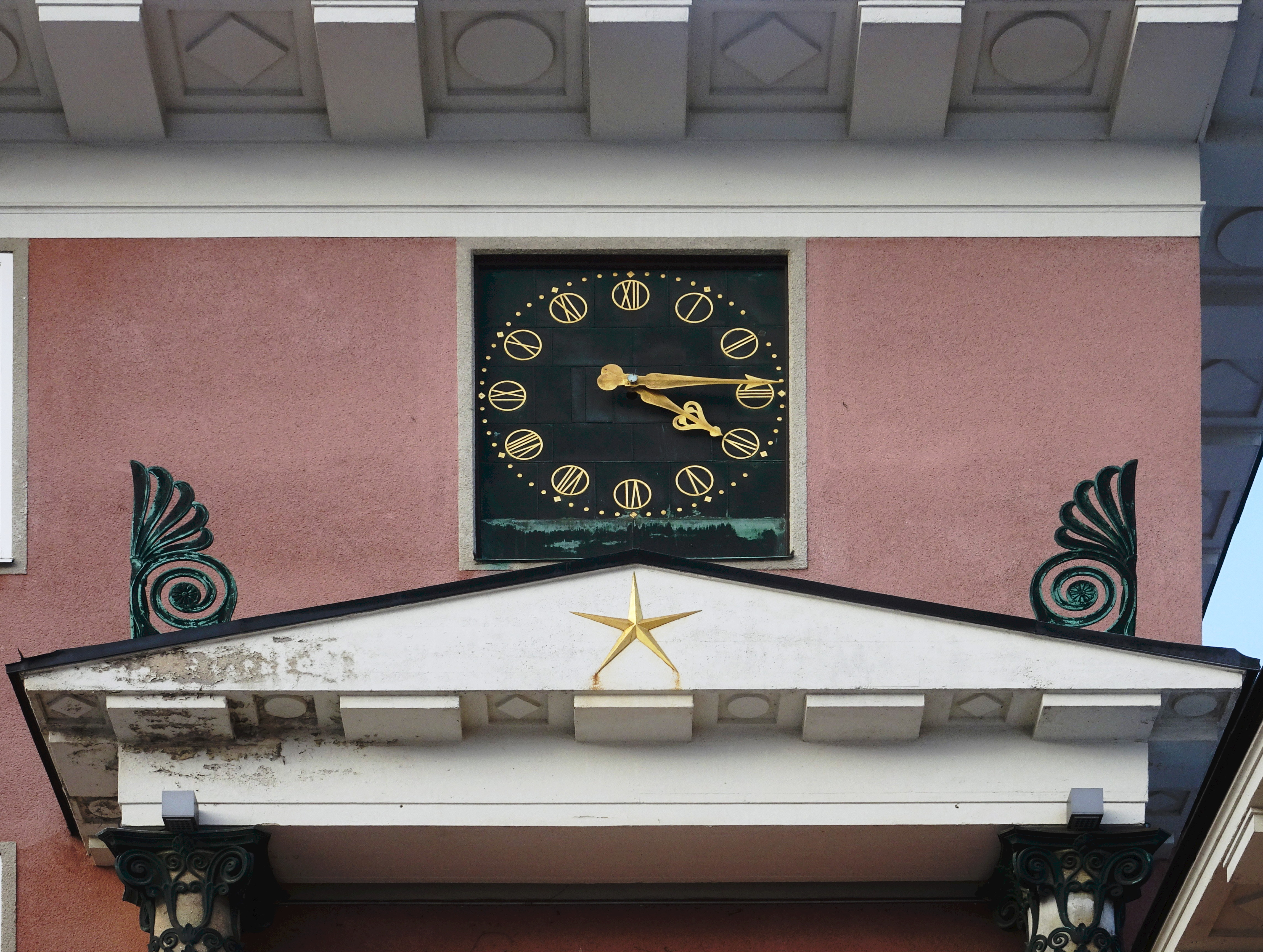
Fronton över huvudentrén för Sverigefinska skolan i Stockholm.
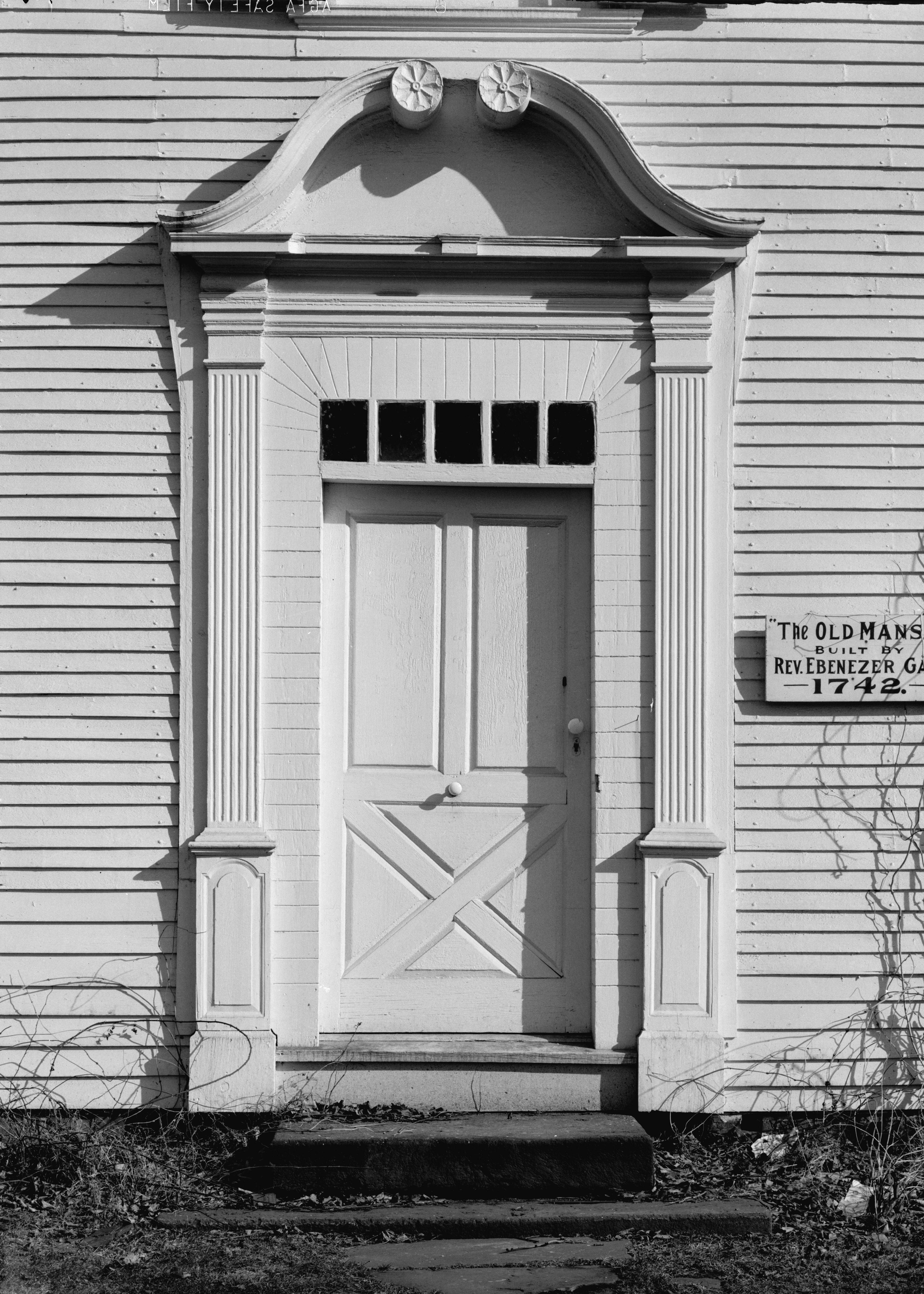
Reverend Ebenezer Gay House i Suffield, Connecticut.
Brutet pediment på fasaden till Palazzo Pisa i Brescia.